# Edda-énekek
Az Edda-énekek vagy Verses Edda (korábban Sæmundur-Eddának is nevezték), a 13. században lejegyzett óizlandi mitológiai és hősi énekgyűjtemény, de nyilvánvalóan jóval korábbi időszakból származik. A Prózai Eddával együtt Izland népének a keresztény hitre történt térítése után írták le. Mindkét írásban találhatunk a skandináv mitológia isteneihez és skandináv mitológiai hősökhöz kapcsolódó dalokat. A két mű tartalma nagyrészt lefedi egymást, de vannak eltérések is közöttük.

## Az énekek felsorolása
Az Edda-énekek 16 istenekről és 24 hősökről, hősi tettekről, szóló éneket tartalmaz.
A következő énekek a Regius kódexben találhatók:
1. Istenes énekek:
  1. Völuspá (A völva jövendölése)
  2. Hávamál (A Fenséges beszéde)
    1. moralizáló vers töredéke
    2. Billing (töredék)
    3. Suttung (töredék)
    4. Loddfáfnismál
    5. Rúnatal þáttr Óðinn (Odin-ének)
    6. Teil Ljóðatal (bűvölő ének)

  3. Vafþrúðnismál (Waftrúdnir dala)
  4. Grímnismál (Grímnir dala)
  5. Skírnismál (Szkírnir-ének)
  6. Hárbarðslióð (Hárbard-ének)
  7. Hymiskviða (Hymir dala)
  8. Lokasenna (Loki csúfolkodása) vagy Oegisdrecka (Oegir részegsége)
  9. Þrymskviða vagy Hamarsheimt (Trym-ének vagy Hamer hazahozatala)
  10. Völundarkviða (Vőlund-ének)
  11. Alvíssmál (Alvísz-ének)
2. Nem a Regius kódexben talált istenes énekek
  1. Hrafnagaldr Óðins (Odin hollóvarázslata )
  2. Balders Träume|Vegtamskviða vagy Baldrs draumar (a Wegtam-dal vagy Baldr álmai)
  3. Svipdagsmál
    1. Grogaldr (Groa ébredése)
    2. Fiölsvinnsmál (Fjőlssvidr dala)

  4. Rigsthula|Rigsþula (Ríg hőstettei)
  5. Hyndlulióð (a Hyndla-dal)
    1. Völuspá in skamma - Völva rövid jövendölése

  6. Gróttasöngr (Grotti-ének)
3. Hősi dalok
  1.  Helge-dal
    1. Helgakviða Hjörvarðssonar (Dal Hjörward fiáról Helgiről)
    2. Helgakviða Hundingsbana fyrri (Első ének Hundingölő Helgiről)
    3. Helgakviða Hundingsbana önnur (Második ének Hundingölő Helgiről)

  2. a Nibelungen-énekek
    1. Sinfiötlalok (Szinfjötli végzete)
    2. Sigurdarkviða Fafnisbana fyrsta edha Gripisspá (Első ének Fafnirölő Sigurdról vagy Gripir jövendölése)
    3. Sigurðarkviða Fafnisbana önnur (Második ének Fafnirölő Sigurdról)
    4. Fafnismál (Fafnir-ének)
    5. Sigrdrífumál (Sigrdrifa-ének)
    6. Brot af Brynhildarkviða (egy Brünhilda-dal töredéke)
    7. Sigurdarkviða Fafnisbana thridja (Harmadik ének Fafnirölő Sigurdról)
    8. Helreið Brynhildar (Brünhilda pokolramenetele)
    9. Guðrúnarkviða in fyrsta (Az első Gudrun-ének)
    10. Drap Niflunga (Niflunge meggyilkolása)
    11. Guðrúnarkviða in önnur (A második Gudrun-ének)
    12. Guðrúnarkviða in þriðja (A harmadik Gudrun-ének)
    13. Oddrúnargrátr (Oddrun panasza)
    14. Atlilied|Atlakviða (a régi Atli-ének)
    15. Altlamál (az új Atli-ének)

  3. Ermenrich-dal
    1. Guðrúnarhvöt (Gudrun csábítása)
    2. Hamðismál (Hamdir dala)
4. Nem a  Regius kódexben található hősi énekek
  1. Hlöðskviða - a Hunnok csatadala
  2. Hervararljóð - a Herwör-ének
5. más nem a Regius kódexből származó szövegek:
  1. Sólarlióð a Napdal

## Szereplői
Az Edda-énekek a germán népek mitológiai tárgyú költeménye, amiben istenek, démonok, óriások és törpék is szerepelnek. Ismerteti a világ teremtését és befejeződését, de a történetben tragikus és komikus kalandok is olvashatók.
Főbb szereplők:
Odin, (vagy Wodan) az istenatya, (nevéről a „szerda” a 10. századig Wodanstag, „Wodan napja” volt), Frigga (Frigg), az istenanya (neve tovább él a német Freitag, azaz „péntek” szóban), Thor (vagy Donar), a mennydörgés istene („csütörtök”, németül Donnerstag), Freyr, a béke istene, Baldur (Baldr), a Napisten, Loki, a tűz leleményes és tréfás istene, Freyja, a szerelem és termékenység istennője és Hél, a halottak istene (a német Hölle, azaz „pokol” szó a nevéből származik).

## Az Edda helyszíneinek földrajzi azonosítása
Wilhelm Wägner Edda-kutató 1894-ben arról panaszkodott, hogy a görög és római, valamint az összes egyéb mondaciklusoktól eltérően ezeket a helyszíneket még nem sikerült felfedezni. Asgard, az istenek legfőbb vára, az alvilághoz vezető út a titokzatos Gjöll-híddal, maga az alvilág, illetve az „istenek alkonyának” helyszínei (Ragnarök) köthetők-e földrajzi helyekhez?
Walter Hansen német mítoszkutatónak 1980 körül sikerült kiterjedt irodalmi kutatások és kalandos izlandi expedíciók segítségével azonosítania az Edda színhelyeit. Hansen összehasonlította a rendkívül nehezen áttekinthető mítosz szövegrészeit és a benne rejtőző, természeti jelenségekre vonatkozó utalásokat azzal a terjedelmes természettudományos szakirodalommal, amelyet Izland geológiájáról és tájairól írtak. Lenyűgöző eredményt kapott, és Izlandra utazva igazolva látta feltevései helyességét.
Asgard: a Prózai Edda megemlíti, hogy a körülvevő kőfalat egy varázslatokban jártas óriás hozta létre a lova, Svadilfari segítségével. Az Asgardban vannak az istenek palotái különböző csarnokokkal. Walaskjalf volt Odin ezüsttetejű lakhelye s benne helyezkedett el a trónusa, a Hildskjalf, ahonnan az egész világot áttekinthette. Az istenek palotái, Breidablik, Glitnir és Bilskirmir mint afféle bevehetetlen erődítmények illeszkedtek egymáshoz, s nyugatról lehetett megközelíteni őket. A kőkerítésen belül terült el az Idamező is, az istenek örökzöld mezeje.
A hely meghatározásához Hansen összegyűjtötte a tényeket: Swadilfari, az óriás építőmester lovának neve két részre bontható. swadil = „hideg, fagy, jég”, fari = „vezető, küldönc”. A ló nevének jelentése tehát „fagyhozó”. A név összhangban áll azzal a mítoszhagyománnyal, amely a természet erőit - ez esetben az északi szelet - állatként személyesíti meg. Asgardnak, az istenek várának megépítéséhez tehát hidegre és jégre volt szükség (ez magyarázatot ad az ezüst fedélre is). Asgardot ugyanis hó és jég fedi. Walaskjalf neve ugyancsak nyelvészetileg értelmezhető: wala = körkörös formájú, skjalf = hegycsúcs. Odin legmagasabb emelete tehát „kerek hegycsúcs”. A geológiában ez jól ismert forma, a neve táblavulkán, ami egyúttal megmagyarázza a paloták neveit is. Mindhárom név tartalmazza a blik, glit vagy skirr szótagot, ami „ragyogó, csillogó, világító”. A táblavulkánok a jégkorszakban, a jég borítása alatt keletkeztek. Meredek oldalaik akkor alakultak ki, amikor az izzóan hömpölygő láva hirtelen találkozott a jéggel és azonnal üveges kőzetté dermedt, amely a napsugarak bizonyos szöge esetén valóban világít és csillámlik. A geológusok a kőzetet hialoklazitnak nevezik. Asgard tehát hófödte táblavulkán.
Néhány táblavulkán a jégkorszak után is működött. Az új kitörések a központi kráter körül, a hegy lapos csúcsán egy további kis kúpot alakítottak ki. Csak egyetlen olyan izlandi táblavulkán létezik, ahol a kúp a hegy lábától is látható. A neve Herdubreid, a hatalmas Vatnajökull gleccsermezőtől északra található.  Tökéletes kerek formája és ragyogva fénylő hócsúcsa miatt Izland legszebb hegyének számít, ami méltó arra, hogy az istenek vára legyen. A „vár” nyugati kapuja a lávafolyam által a meredek hegyoldalba égetett, a fennsíkhoz ferdén felfutó, helyenként függőleges oldalfalakkal körülvett szurdok, amelyen át hegymászók viszonylag egyszerűen megközelíthetik a csúcsot. Herdubreid körül lávasivatag terül el, Odadahraun, a gonosztevők sivataga. Csak északi lábánál található egy kis zöld oázis, Herdubreidalinir, az Asék mezeje. Van még egy bizonyíték arra, hogy  Asgard azonos Herdubreiddel: a monda szerint Asgard és az óriások birodalma között folyik a határfolyó, az Ifing. Róla azt mondják az Edda-dalok: „Minden időkben nyíltan húz el, sohasem szűkíti be a jég.” Az a folyó, ami az izlandi teleken nem fagy be, nem közönséges folyó, hanem egy lávafolyam, ami Herdubreidtől nyugatra és délnyugatra húzódik, egyike a ritka lávafolyamoknak, amelyek igen híg vulkáni eredetű anyagból keletkeztek, és amelyek megfagyott felszíne hullámveréshez hasonlítanak.
Az Ifing túlsó oldalán terül el a kőóriások birodalma. Egy tágas sziklavölgyben, Dyngjufjalladalur-ban van az otthonuk. A monda Hrungnir, a kőóriás földre dobott pajzsáról is regél, amelyen még ott vannak a vihar istene által eltalált óriás maradványai. Nem messze van tőle Griottunagard, az óriások fekete sziklavára, a szomszédságában pedig Mökkurkalfi agyagóriás maradványai, aki a monda szerint Hrungnir oldalán állt. Az istenek pajzsa Dyngjufjalladalur-tól délre található, egy pajzsvulkán formájában, amelyet az izlandiak ma is Trölladyngja néven ismernek, aminek jelentése „óriások pajzsa”. Az efféle pajzsvulkán ritkaságszámba megy, mivel kialakulásához igen híg folyású láva szükséges, ami egy központi fekvésű nyílásból kiömölve minden irányban szétfolyik. Egyedülálló jelenség, hogy a Trölladyngja pajzsvulkánon hatalmas sziklaképződmény is emelkedik - a legyőzött óriás maradványai.
E hegy közvetlen szomszédságából emelkedik ki a tükörsima lávasivatagból a Griottunagard, a legendás sziklavár. Hogy ez is az Edda-mítosz helyszíne, azt leginkább a felborult agyagóriás bizonyítja, amely a monda kutatóinak eddig sok fejtörést okozott. Hrungnir pajzsa mellett mered egy hegygerinc, aminek nem kristályos lávaanyaga színben és szerkezetben a megtévesztésig hasonlít az átgyúrt agyaghoz. Vulkanológusok szerint egyedülálló jelenség.
A kőóriások birodalmának északi szélén állt a monda szerint a szép Gerda „lángvára”. Apja, Gymir, a földi óriás zárta lobogó tűzgyűrű közepébe, hogy így oltalmazza. Freyr békeisten Gerda kegyeit keresve Skirmirt küldte hozzá. Asgardból észak felé lovagolva nedves hegyeken át olyan vidékre jutott, ahol marhapásztorokat talált. Ott állt Gerda lángvára. A marhapásztorok jelenléte Hansen szerint legelőre utal, márpedig a régi Izlandon alig volt legelő, különösen nem a sziget belsejében. Herdubreidtől északra mindmáig csupán egyetlen nagy legelőterület van, a Myvatn (Szúnyog-tó) körüli térségben.